# Хатидже Халиме Хатун
Хатидже Халиме Хатун (на турски: Hatice Halime Hatun; * 22 декември 1412; † 6 ноември 1501) е съпруга на султан Мурад II.
Дъщеря е на бей от Малоазийските бейлици. Омъжена е за Мурад II около 1425 г. и същата година ражда първия си син Шехзаде Алаедин Али. През 1450 г. ражда и сина си Ахмед, наречен Кючюк („Малък“). Когато през 1451 г. Мурад II умира, синът му Мехмед II, веднага след като го наследява на престола, отива в харема, и докато жените на баща му, сред които и Хатидже Халиме Хатун, му изказват съболезнованията си, той нарежда да убият бебето, по това време само на годинка и половина. Скоро след това той нарежда на Исхак паша да се ожени за вдовицата. Така до смъртта на Исхак паша през 1487 г. Хатидже Халиме е номинално негова съпруга. Тя умира през 1501 г. и е погребана в Бурса.